# Scott Miller
Scott Miller (n. 21 februarie 1975, Sydney, Noul Wales de Sud, Australia) este un înotător australian, medaliat olimpic. A participat la o ediție a Jocurilor Olimpice (1996) în care a câștigat două medalii de argint și o medalie de bronz.